# Hyloxalus pulcherrimus
Espèce
Synonymes
- Colostethus pulcherrimus Duellman, 2004

Statut de conservation UICN

 DD  : Données insuffisantes
Hyloxalus pulcherrimus est une espèce d'amphibiens de la famille des Dendrobatidae.

## Répartition
Cette espèce est endémique de la province de Cutervo dans la région de Cajamarca au Pérou. Elle se rencontre à Cutervo vers 2 620 m d'altitude sur le versant Est de la cordillère Occidentale.

## Description
Les mâles mesurent jusqu'à 28,2 mm et les femelles jusqu'à 29,7 mm.

## Publication originale
- Duellman, 2004 : Frogs of the genus Colostethus (Anura, Dendrobatidae) in the Andes of northern Peru. Scientific Papers of the Natural History Museum, University of Kansas, no 35, p. 1-49 (texte intégral).